# Ekel (Norden)

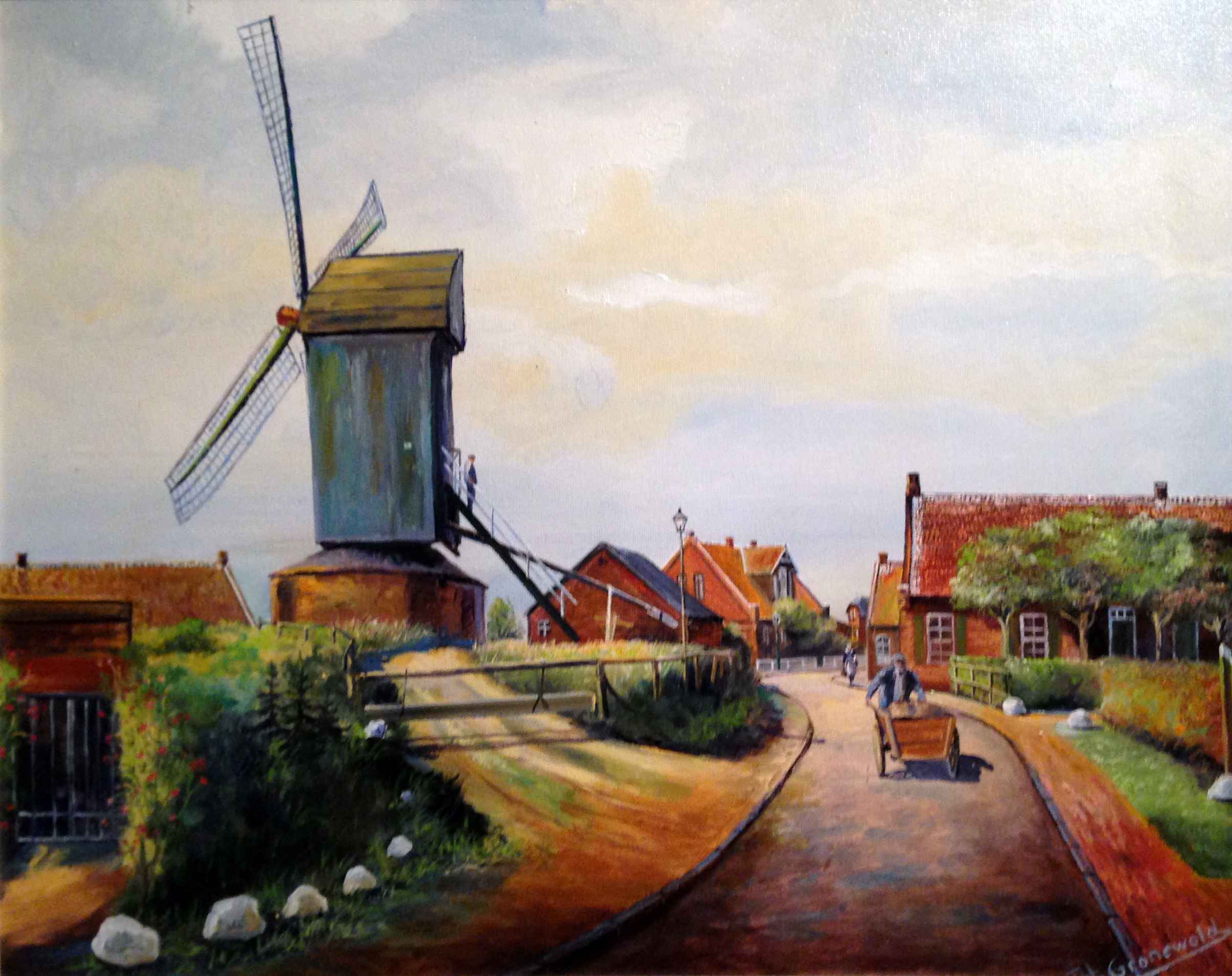
Altes Ölgemälde der Ekeler Mühle in Norden, Ostfriesland

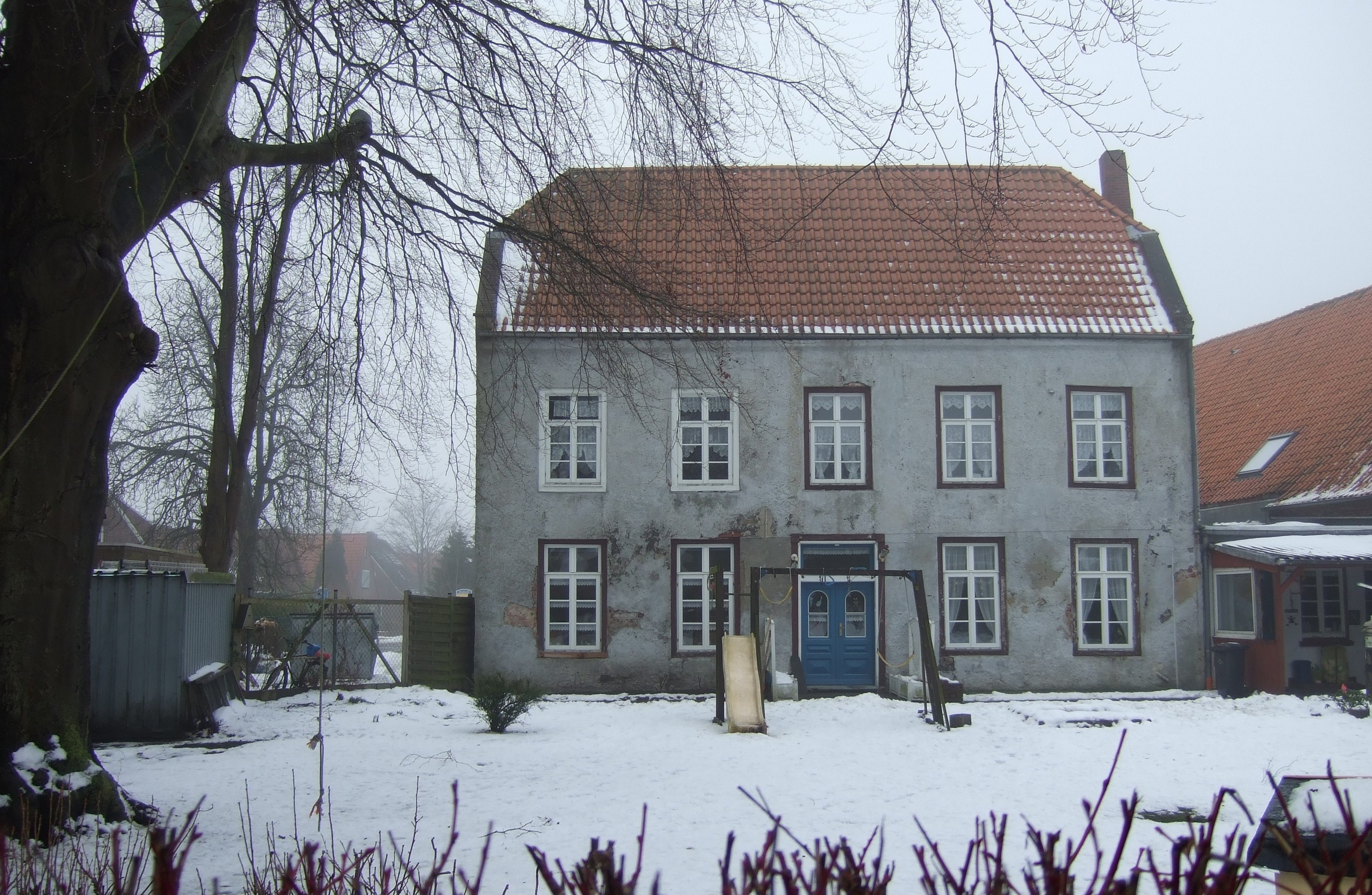
Ekeler Vorwerk, Ansicht vom Langen Pfad, überformtes Steinhaus aus dem 16. Jahrhundert

Ekel ist der östliche Teil der Innenstadt von Norden. Der Name geht zurück auf eine niederdeutsche Bezeichnung für Eichel oder Eichengehölz, die einem mittelalterlichen Wehrhaus etwa 800 Meter nordöstlich des großen Marktplatzes diesen Namen gab. Später privates Landgut und dann Teil der landwirtschaftlich geprägten Norder Umlandgemeinde Sandbauerschaft, wuchs Ekel im 20. Jahrhundert durch Neubaugebiete schnell mit Norden zusammen und wurde schließlich mit den anderen Ortschaften der Sandbauerschaft 1919 eingemeindet.

## Geografie
Da Ekel nie eine eigene Verwaltungseinheit war, sondern nur im Sprachgebrauch eine Bedeutung hatte, gibt es keine strenge Gebietsbegrenzung. Man kann beobachten, dass sich viele Neubaugebiete auf den Namen Ekel beziehen, die nicht auf dem Grund des historischen Gutsbezirks liegen (Östlicher Teil Ekeler Weg, Ekeler Land). Nach heutigem Verständnis wird der Stadtteil Ekel grob durch das Norder Tief im Südosten, die Bundesstraße 72 im Nordosten und die das Stadtgebiet durchschneidende Bahnstrecke Rheine–Norddeich Mole im Südwesten begrenzt. Nordwestlich ist eine Abgrenzung schwieriger, die nächstgelegenen mittelalterlichen Wehrhäuser (von denen etwa 15 die Stadt wie ein Schutzring umgaben) waren das Haus Barenbusch und das Haus Wirde, sodass man den markant dem Geestrücken folgenden sehr alten Straßenzug Ekeler Gaste als Begrenzung heranziehen könnte.
Eine nicht unwesentliche Rolle bei der Grenzfrage im Bewusstsein der Bevölkerung spielt das Einzugsgebiet der Ekeler Grundschule, das sogar noch über das genannte Gebiet hinausreicht.

## Geschichte
Im Mittelalter gruppierten sich um die Stadt Norden einzelne Turmhäuser verschiedener Häuptlingsgeschlechter als eine Art Sicherung des Gemeinwesens, da es eine Stadtmauer oder -befestigung nie gegeben hatte. In nordöstlicher Richtung, dem eiszeitlichen Geestrücken folgend, entstand so auch ein Backsteinhaus, das vermutlich schon den Namen Ekel oder Eckel trug und Sitz der adligen Familie Uldinga war. Es führte von dort eine Straße bis zum Norder Marktplatz, auf alten Karten, je nach Sichtweise, Weg von Norden oder Ekeler Weg genannt (heute die Achse Ekeler Weg – Schulstraße). Mit der Zeit siedelten sich Bauern und Handwerker an und es entstand ein kleiner Ort an der Peripherie Nordens.
Ekel wurde Teil der selbständigen Norder Landgemeinde Sandbauerschaft, die mit ihren zahlreichen Höfen bis zu ihrer Eingemeindung 1919 ringförmig das Altstadtgebiet umgab. In seiner Geographie von Ostfriesland beschreibt Rudolf Gittermann 1842 das Dorf Ekel als „besonders“. Er begründet das unter anderem mit den dort vorfindlichen „schönen Gärten und vielen Bäumen“. Im Zuge des stetigen Bevölkerungswachstums mussten diese Ländereien jedoch im 20. Jahrhundert nach und nach Wohngebieten weichen, nur wenige einzelne Bauernhäuser sind heute noch im Ortsbild auszumachen.
Zunächst ging die Gemeinde Sandbauerschaft als Stadtteil von Norden auf, was mit dem Vorteil der Straßenbefestigung und Elektrifizierung einherging, aber auch den Verlust des Selbstbestimmungsrechts zur Folge hatte. Nach der allgemeinen Gemeindereform ist Ekel heute auch kein Stadtteil mehr, sondern gehört unmittelbar zur Norder Innenstadt.
Die Eisenbahnlinie, die ab 1893 bis nach Norden reichte, verläuft noch heute bogenförmig um die historische Stadtgemeinde herum, alle Schienenwege und historischen Bahnhöfe (Bargebur, Osterstraße, Mühlenstraße) befanden sich auf Gebiet der Umlandgemeinden, größtenteils Sandbauerschaft und Lintelermarsch. Der Haltepunkt an der Kreuzung der Mühlen- und der Schulstraße lag dabei auf dem Land des vormaligen Guts Ekel.

## Gebäude
Das Steinhaus mit mehrgeschossigem Turm verlor im Laufe des 17. Jahrhunderts seine strategische Bedeutung und wechselte häufig den Besitzer, von der Familie Uldinga zur adligen Familie von Jemgum (1566) und der Familie zu Rautenstein (1626). Um das 17. und 18. Jahrhundert herum muss das Gut seine Blütezeit erlebt haben und wurde zeitweise als Fürstliches Jagdschloss bezeichnet. Im Laufe der Zeit übernahmen nacheinander verschiedene Norder Ratsleute den Besitz, der in späterer Zeit zunehmend dem Verfall ausgesetzt war, bis er 1805 abgebrochen wurde. Die Anlagen sind aber anhand der über die Jahrhunderte unverändert gebliebenen Straßenverläufe von Looger Weg, Heitsweg, Ekeler Weg, Baumstraße und Ekeler Gaste noch eindeutig auszumachen. Der zum Häuptlingssitz gehörige, von großen Wassergräben eingeschlossene Große Garten liegt noch heute weitgehend unbebaut zwischen Gartenallee und dem Wohnheim der Behindertenhilfe. Das abgebrochene Turmhaus lag mittig zwischen Großem Garten und der heutigen Schulstraße, heute stehen am Standort mehrere Einfamilienhäuser.
Zum Adelssitz gehörten verschiedene Garten-, Gesinde- und Nebenhäuser in unmittelbarer Nähe, so auch das in mehreren Karten des 18. und 19. Jahrhunderts verzeichnete Ekeler Vorwerk auf dem Flurstück, das heute von Schulstraße, Baumstraße und Langem Pfad eingerahmt wird. An der Südwestecke des ehemaligen Teppichlagers, heute Sitz der christlichen Gemeinde Philadelphia Community, ist vermutlich noch ein dem Adelssitz als Nebengebäude zugehöriges, im Laufe der Zeit mehrfach überformtes Haus erhalten. 2010 wurde dieses Wohnhaus teilweise instand gesetzt und an der Nordseite mit dem markanten Schriftzug "Ekeler Vorwerk" versehen.
Bis zum Jahr 1900 befand sich eine hohe Bockwindmühle (eine der ehemals acht Mühlen Nordens) an der Großen Mühlenstraße.
Sogenannte Finettenburg, dreigliedriges ehemaliges Kaufmannshaus, mehrfach überbaut und noch heute anhand des ungewöhnlichen, länglichen traufenständigen Baukörpers an der Schulstraße erkennbar.
Ekeler Schule, mit vier Klassenräumen und Lehrerwohnung um die Jahrhundertwende als eine von mehreren Grundschulen von der Gemeinde Sandbauerschaft errichtet.
Die bis Mitte des 20. Jahrhunderts für die Norder Wirtschaft sehr bedeutsame Eisenhütte befand sich bis zu ihrem Abbruch auf dem Grund der ehemaligen Gemeinde Sandbauerschaft in Richtung Ekel an der Kleinen Osterstraße. Auch das Steinhaus Osterhus und den Bahnhof Norden-Stadt gibt es heute nicht mehr. Erst die angrenzenden Straßen Bleicherslohne und Kleine Hinterlohne markierten bis 1919 die Grenzen der Norder Stadtgemeinde.

## Heutige Bedeutung
In Ekel befindet sich einer von zwei Standorten der Ubbo-Emmius-Klinik, deren Träger der Landkreis Aurich ist (vor der Klinikfusion der Neubau des Kreiskrankenhauses Norden), außerdem das Schulzentrum Ekel, Oberschule für das Norder Stadtgebiet mit Sportplatz, Sporthalle und großer Aula, die neben städtischen Sporthallen und Marktplatz seit langem der zentrale Veranstaltungsort Nordens ist und 2012 aufwendig renoviert wurde.
Durch Neubaugebiete weitet sich das Stadtviertel auch heute aus. Der Sitz der örtlichen Volks- und Raiffeisenbank wurde in die neue Zentrale in Ekel verlegt, und seit dem Frühjahr 2009 ist das neue Hilfeleistungszentrum mit Gebäuden für die Freiwillige Feuerwehr und das Technische Hilfswerk am neuen Standort an der äußeren Osterstraße in Betrieb. Eine weitere Neuansiedlung ist das Norder Ärztehaus, das sogenannte MediCenter Norden.
Ein großer Teil der neuen östlichen Norder Ortsumgehung B72 verläuft über die Felder der früheren Ekeler Sandbauerschaft, wo nun drei Ausfahrten in den Stadtteil führen ('Osterstraße', 'Ekeler Weg Ost/West', 'Looger Weg Nord/Süd').